# 光孝寺 (広州市)
座標: 北緯23度04分29秒 東経113度09分08秒 / 北緯23.07462度 東経113.15227度
光孝寺（こうこうじ）は、正式には報恩光孝寺ともいい、中華人民共和国広東省広州市越秀区光孝路にある仏教寺院である。4世紀に開かれた広州最古の寺院で広州四大禅林に数えられる。

## 歴史
もとは南越王趙建徳の邸宅跡であった。三国の呉のときに虞翻が配流されてここで講学し、虞苑または訶林と呼ばれた。東晋の隆安年間に仏僧の罽賓三蔵が王園寺として開いた。南朝宋の永初年間に求那羅跋陀三蔵が戒壇を設けた。天監元年（502年）には智役三蔵が菩提樹を植えている。唐の貞観年間に乾明法性寺と改められた。儀鳳元年（677年）、六祖慧能がここで剃髪出家した。宋の太祖が寺名を崇寧万寿寺に改め、さらに高宗が紹興年間に報恩光孝寺に変え、その後光孝寺と称する様になる。宋代には多くの高名な禅僧が住持を務めた名藍であった。大雄宝殿、六祖殿、伽藍殿、天王殿、瘞髪塔、東鉄塔、西鉄塔、東塔殿、風幡堂ならびに洗鉢泉が全国文物重点保護単位に指定されている。